# Parc Nacional Rodna
El Parc Nacional Rodna és una zona protegida d'interès nacional que correspon a la UICN de segona categoria (parc nacional) situat al nord de Romania, als territoris dels comtats de Bistrița-Năsăud i Maramureș, a la zona central de les muntanyes de Rodna.
El Parc Nacional de les Muntanyes de Rodna és designat internacionalment com a Reserva de la Biosfera pel Comitè de la UNESCO en el marc del programa "L'home i la Biosfera".

## Ubicació
L'espai natural s'estén a l'extrem oriental del comtat de Maramureș (als territoris administratius de les comunes Moisei i Săcel i de la ciutat de Borșa) i al nord-est del comtat de Bistrița-Năsăud (als territoris de Maieru, Parva, Rebrișoara, Rodna, Comunes Romuli, Șanț i Telciu i la de Sângeorz-Băi).

## Descripció
La importància d'aquest parc es deu tant a la geologia i geomorfologia de les muntanyes, com a la presència de nombroses espècies de fauna i flora, endèmics i relíquies glacials. Es va organitzar el 1990 quan el Ministeri d'Aigües, Boscos i Protecció del Medi ambient va dictar l'Ordre núm. 7 sobre l'establiment d'un nombre de 13 parcs nacionals, inclòs el Parc Nacional Rodna. Aquesta ordre ha causat certa confusió ja que es refereix només a zones forestals dels parcs nacionals, no a zones que contenen buits alpins.

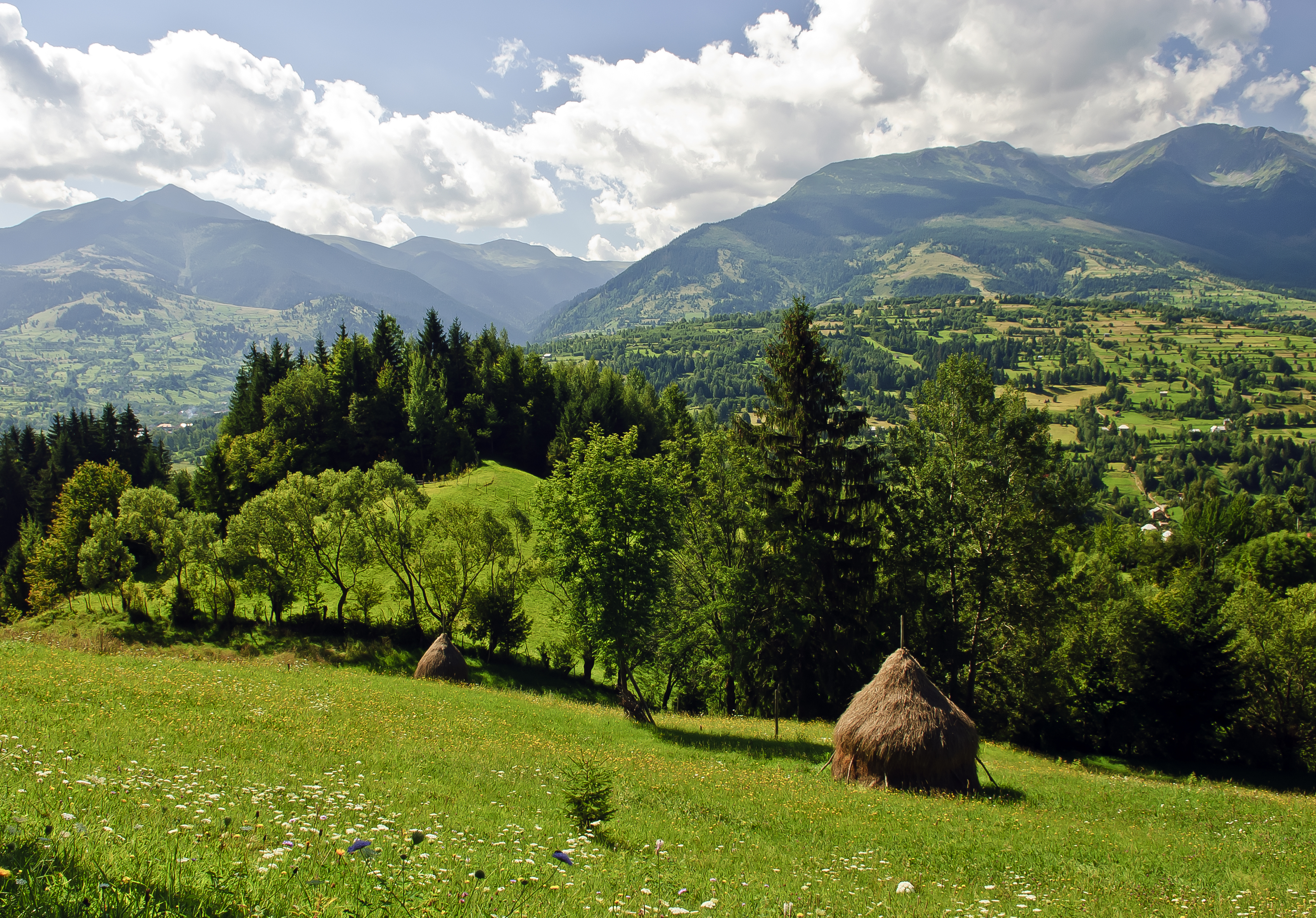
Pietrosu Mare

L'àrea actual és la que va establir el 2002 el Ministeri de l'Aigua i la Protecció del Medi Ambient. De la superfície total de 46.399 ha de PNMR, 3.300 ha van ser declarades Reserva de la Biosfera el 1979.
El parc nacional se superposa tant al lloc d'importància comunitària (LIC) com a l'espai especial de protecció contra l'avifauna (SPA) - Muntanyes de Rodna.
Al Parc Nacional de les Muntanyes de Rodna hi ha diverses zones naturals d'especial interès científic, geològic, paisatgístic, florístic, faunístic i espeleològic, de les quals: Pietrosu Mare (reserva natural inclosa al programa mundial de la UNESCO - "L'home i la biosfera"), Piatra Rea, la clariana amb narcisos del massís de Saca, la cova de Valea Cobășelului, Ineu - Lala, la cova Izvorul Tăușoarelor, Izvorul Bătrâna, Izvoarele Mihăiesei, la cova i la font Izvorul Albastru al Iza.

## Biodiversitat
Les muntanyes de Rodna presenten un espai natural amb una elevada diversitat florística i faunística, expressada tant a nivell d'espècies com a nivell d'ecosistemes terrestres.

### Habitat

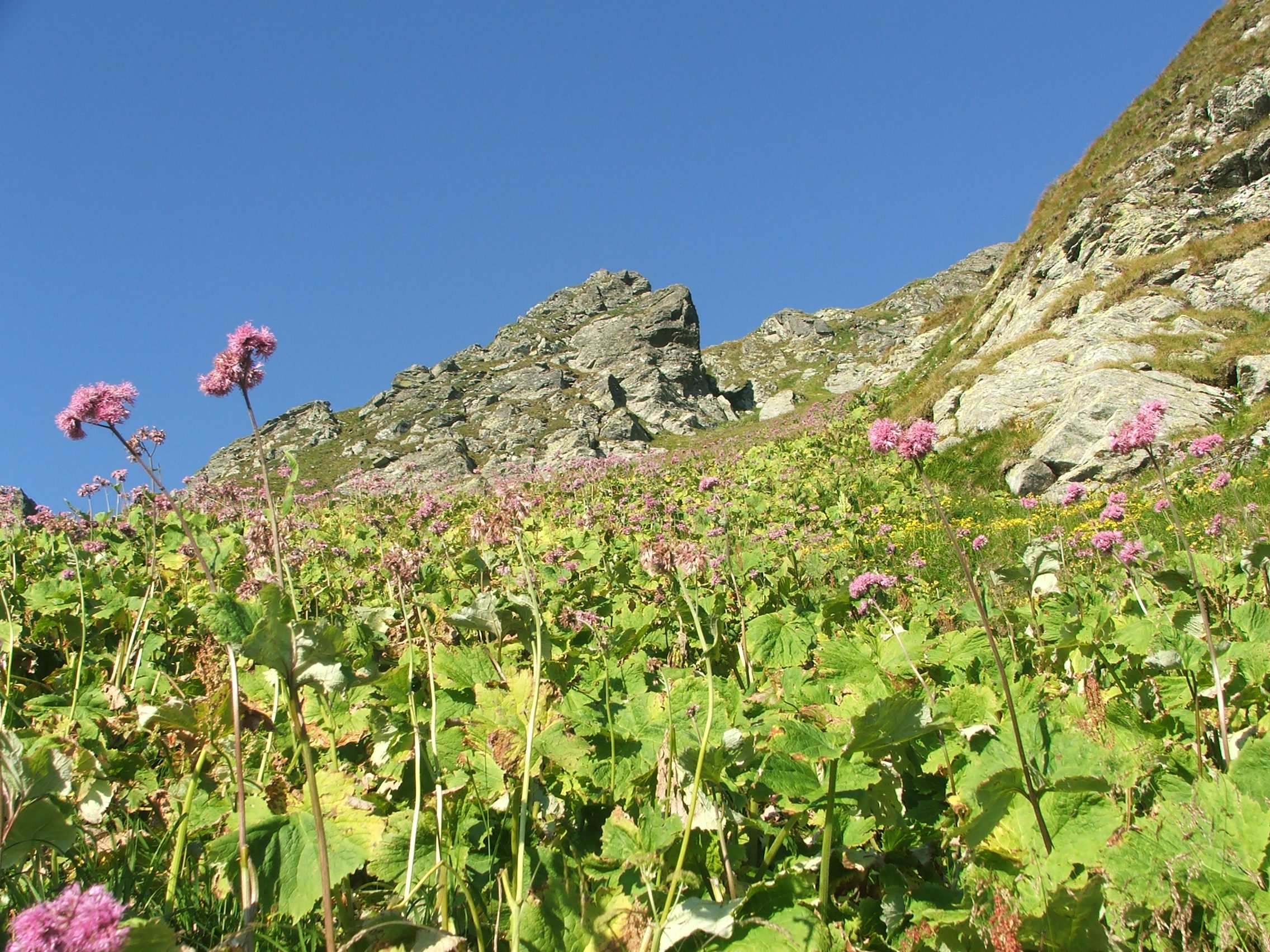
Hàbitat natural a les muntanyes de Rodna (vessants rocosos amb vegetació casmofítica sobre roques calcàries)

L'espai natural té diversos tipus d'hàbitats (arbusts alpins i boreals, arbusts amb espècies subàrtiques de Salix, arbustos amb Pinus mugo i Rhododendron myrtifolium, prats boreals i alpins sobre substrat silici, camps de fencs de muntanya, prats calcaris alpins i boscos de muntanya de Nardus en substrats silicis, fagedes dacies (Symphyto-Fagion), fagedes Luzulo-Fagetum, boscos de Larix decidua i / o Pinus cembra a la regió muntanyenca, Picea obies boscos acidòfils a la regió muntanyenca (Vaccinio-Piceetea), comunitats de vores amb herbes higròfiles des de les planes fins a les muntanyes i els alps, fonts petrificants amb formació de travertí (Cratoneurion), torberes de transició i turberes oscil·lants (substrat no fixat), runa de la muntanya al sòl alpí (Androsacetalia alpinae i Galeopsietalia ladani), pedra calcària i esquist calcària del terra de la muntanya als alpins (Thlaspietea rotundifolii), Vegetació herbàcia a la vora dels rius de muntanya, Vegetació llenyosa amb Myricaria germanica al llarg dels rius de muntanya, Turberes actives, Formacions pioneres alpines de Caricion bicoloris-atrofuscae, Coves on l'accés públic està prohibit, M alcalina, rocosa vessants amb vegetació casmofítica a les roques silícies, vegetació llenyosa amb Salix eleagnos al llarg dels rius de muntanya i vessants rocosos amb vegetació casmofítica a les roques calcàries) que protegeixen una diversitat de flora i fauna específiques de la cadena dels Carpats de l'Oriental.

### Flora
La flora del parc nacional consta d'espècies vegetals distribuïdes en capes, d'acord amb l'estructura geològica, les característiques del sòl i del clima, l'estructura geomorfològica o l'altitud.

#### Arbres i arbusts
Coníferes amb espècies arbòries de: avet (Abies alba), avet (Picea Abies), pi (Pinus), làrix (Larix decidua), lliri (Pinus cembra), làrix (Larix), teix (Taxus baccata).
Espècies de fusta dura amb roure: Quercus petraea, roure (Quercus robur), faig (Fagus sylvatica), carpe (Carpinus betulus), fals plàtan (Acer pseudoplatanus), til·ler (Tilia cordata), freixe (Fraxinus excelsior), castanyer bord (Aesculus hippocastanum), om (Ulmus glabra), auró (Acer platanoides), juvenil (Acer campestre), bedoll (Betula pendula), cirerer (Prunus avium), àlber (Populus tremula), vern de muntanya (Alnus viridis), vern negre (Alnus glutinosa), salze blanc (Salix alba), salze (Salix caprea).

#### Herbes i flors

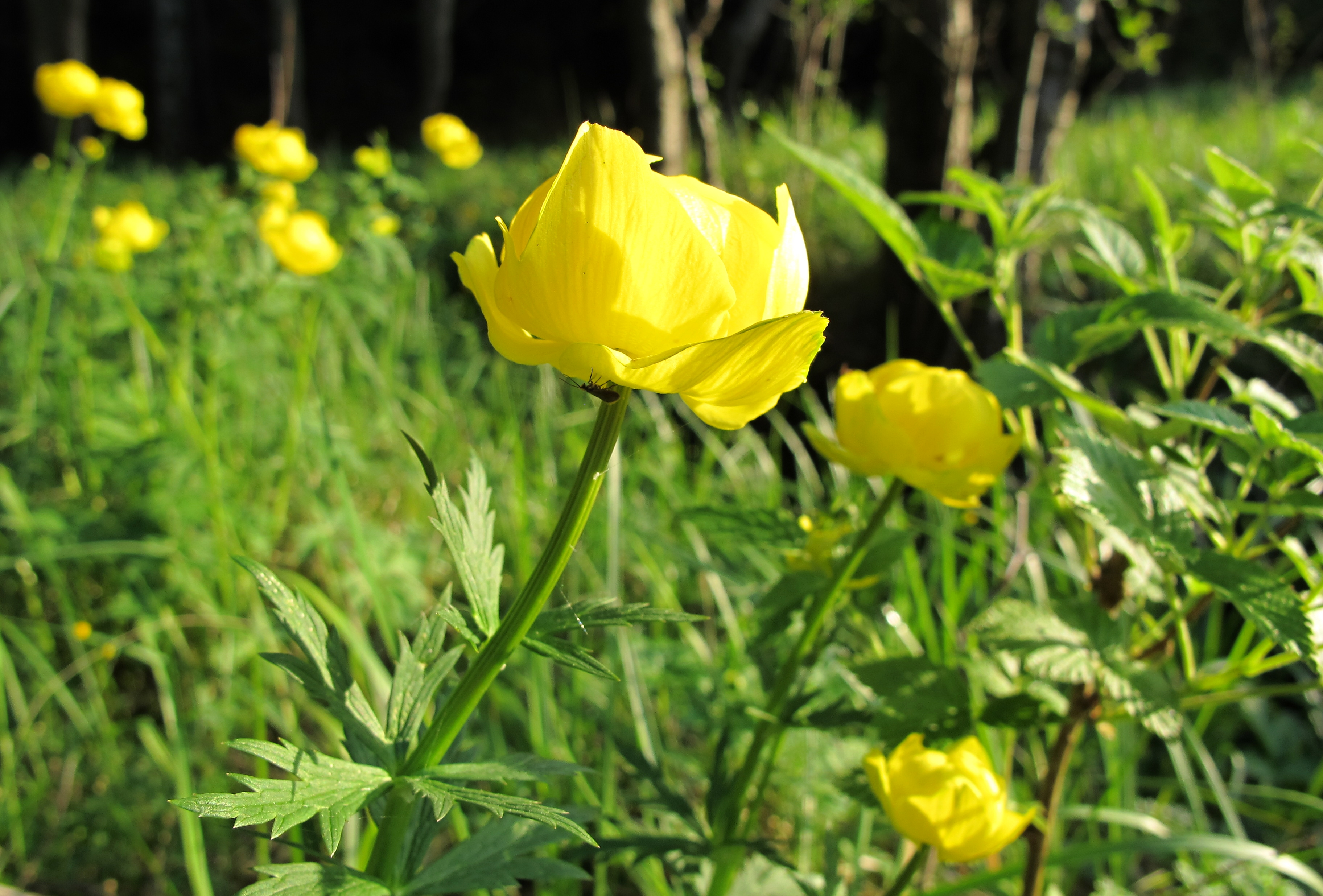
Tòfona de muntanya o rovell de l'ou (Trollius europaeus)

A nivell de les gramínies hi ha un rang divers de plantes (algunes molt rares i protegides per la llei, altres endèmiques d'aquesta zona) amb espècies de: peònia de muntanya (Rhododendron kotshyi), farina de blat de moro (Leontopodium alpinum), angèlica (Angelica archangelica), narcís (Narcissus Stellaria), muntanya bombollosa (Trollius europaeus), hepàtiques (Liver transsilvanica), Gentiana lutea (Gentiana lutea), tulipa variada (Fritillaria Meleagris), BRIO (Ligusticum mutellina), base de l'os (Heracleum palmatum), blau (Heracleum palmatum) Centaurea kotschyana), àrnica (Arnica montana), flor de perina (Anthemis tinctoria ssp. Fussii), espècia (Hesperis nivea), campanes (Campanula patula ssp. Abietina), clavell de muntanya (Dianthus tenuifolius), opac de muntanya (Lychnis nivalis), vermell herba (Silene acaulis), rosada del cel (Drosera rotundifolia), rugent (Empetrum nigrum), verd de muntanya (Sempervivum montanum), llavor de sol (Sil ene pusilla), fulla greixosa (amb espècies de Pinguicula vulgaris i Pinguicula alpina), trèvol de pantà (Menyanthes trifoliata), ranúncul (Ranunculus thora), homenatge del joc (Aconitum toxicum), pit de vaca (Primula elatior ssp. leucophylla) dit petit (Soldanella hungarica ssp. Hungarica), ull de gallina (Primula minima), llet de roca (Androsace chamaejasme), melsa (Chrysosplenium alpinum), periquito (Orchis ustulata). Després de més de 100 anys, es va redescobrir a la zona del parc una rara planta coneguda com la festuca de Porcius (Saussurea porcii - endèmica de les muntanyes de Rodna), un element florístic recollit aquí l'última vegada el 1902 pel botànic Florian Porcius, membre de ple dret de l'Acadèmia Romanesa.

### Fauna
La fauna del parc és diversa i està ben representada per diverses espècies (algunes protegides per la llei i a la llista vermella de la UICN) de mamífers, aus, peixos, rèptils i amfibis.

#### Mamífers
Animals protegits : cabra negra (Rupicapra rupicapra), marmota (Marmota marmota), ós dels Carpats (Ursus arctos), llúdriga de riu (Lutra lutra), linx (Lynx lynx), gat salvatge (Felis silvest), arbre marta (Martes martes), marta (Martes foina), mostela (Mustela nivalis) guineu vermella (Vulpes vulpes), cérvol (Capreolud capreolus), cérvol (Cervus elaphus), senglar (Sus scrofa), esquirol (Sciurus vulgaris), el ratolí Tatra (Microtus tatricus), el ratolí pic (Sicista betulina), el ratolí de terra (Microtus agrestis), el ratolí de camp (Microtus arvalis), el talp (Talpa europaea), el ratpenat d'orella de ratolí (Myotis blyth), ratpenat comú (Myotis myotis).

#### Ocells
Hi ha diverses espècies d'avifauna (migratòries i migratòries) que figuren a l'annex Ia de la Directiva 147 / CE del Consell de 30 de novembre de 2009 (sobre conservació d'ocells salvatges); incloent: roca de l'àguila (Aquila chrysaetos), país de les meravelles (Aegolius funereus), gall fer (Tetrastes bonasia), nocturn (Caprimulgus europaeus), muntanya Ploier (Charadrius morinellus), cigonya negra (Ciconia nigra), picot de dors blanc (Dendrocopos leucotos), picot negre (Dryocopus Martius), muntanya fuster (Picoides tridactylus), blanquet (Ficedula parva), mossegant el coll (papamosques de collar) Ciuvică (mussol menut), vermell recolzats capsigrany (Lanius collurio), falcó vesper (Pernis apivorus), galls salvatges (Tetrao urogallus) i mussol alt (Strix uralensis) que viuen amb àguila petita (Hieratus penatus), nana de xoc indestructible (Otus scops), mussol (Bubo bubo), mussol (Athene Noctua) cigonya blanca (Ciconia ciconia), gris garsa (Ardea cinerea), corb (Corvus corax), gall de bedoll (Lyrurus tetrix).

#### Rèptils i amfibis
Sargantana de camp (Lacerta agilis), sargantana (Lacerta viridis), sargantana (Natrix tessellata), serp avellana (Coronella austriaca), serp Aesculapi (Elaphe longissima), sargantana (Podarcis muralis), serp fràgil (Anguis), verat (Natrix natrix)), escurçó (Vipera berus), ivori de panxa groga (Bombina variegata), tritó de cresta (Triturus cristatus), tritó de muntanya (Triturus alpestris), tritó comú de Transsilvània (Triturus vulgaris)), la granota vermella del bosc (Rana dalmatina), la granota vermella de muntanya (Rana temporaria), la granota verda (Hyla arborea) o la salamandra de foc (Salamandra salamandra).

## Carreteres d'accés
- Carretera nacional DN17D a la ruta: Năsăud - Rebrișoara.

## Monuments i atraccions turístiques
Als voltants del parc hi ha molts objectius d'interès històric, cultural i turístic:

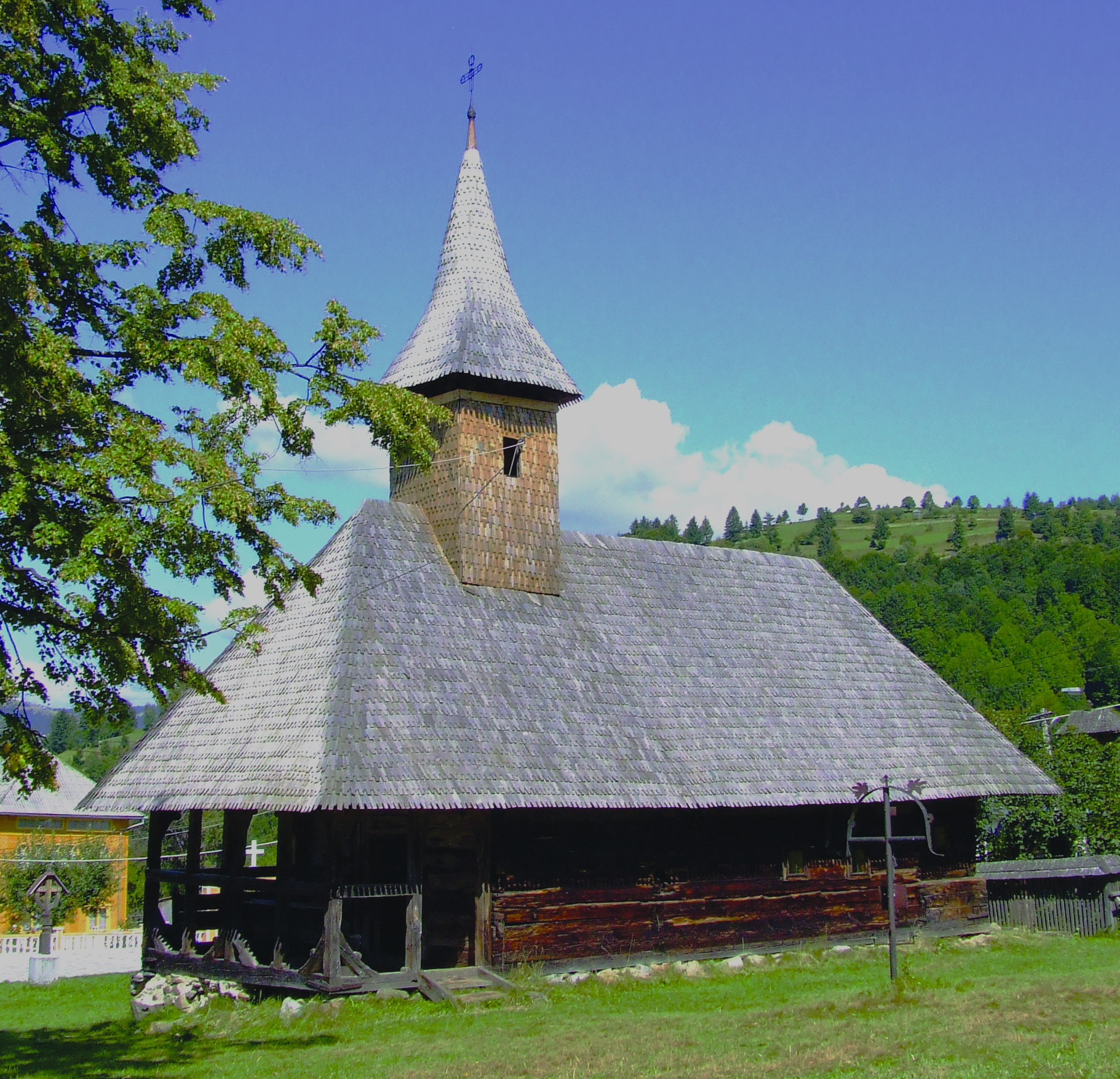
L'església de fusta del monestir de Moisei

- Monestir de Moisei, complex monàstic amb església de fusta, església de paret, cel·les, jardins.[17]
- L'església de fusta del monestir de Moisei dedicada a l'Assumpció, construïda el 1672, monument històric.
- Església "Sant Apòstols Pere i Pau" de Săcel, construïda el 1909, monument històric.
- L'església de fusta de Borșa din Jos dedicada als “Sants Arcàngels Miquel i Gabriel”, construïda el 1700, monument històric.
- El conjunt de l'església “Sf.Mare Mucenic Gheorghe” del poble de Rodna, construcció del segle xiii, monument històric.
- Església catòlica romana del segle xviii, poble de Rodna.
- Zones protegides: Parc Natural de les Muntanyes del Maramureș, Cova i font Izvorul Albastru al Izei, Cova del Turó Solovan (zona natural declarada monument natural), Cornu Nedeii - Ciungii Bălăsinii, Sâlhoi - Zâmbroslavele Rocks.
- Molins d'aigua camperols al poble de Săcel.
- Taller i forn del terrisser Tănase Burnar (fill del famós terrisser Tanase Cocean), l'últim artesà que treballa la ceràmica Săcel.[18]

## Galeria d'imatges

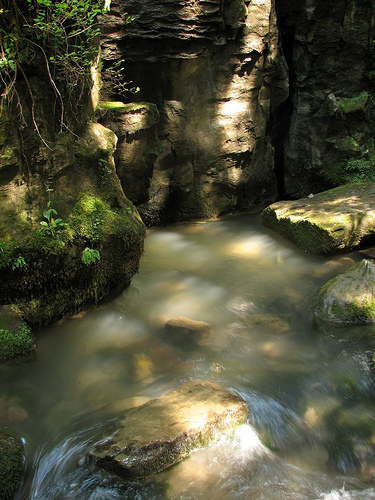
La primavera blava d'Iza
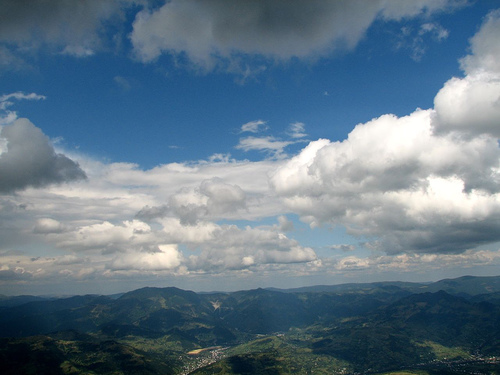
Vista des de Pietrosu Rodnei
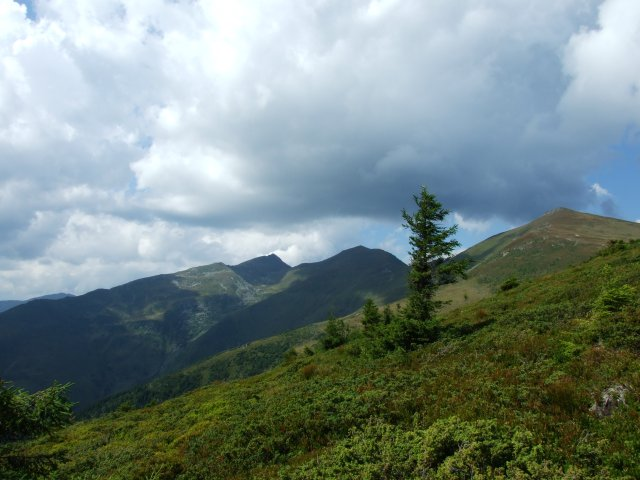
Cim Ineuţ, Roşu.
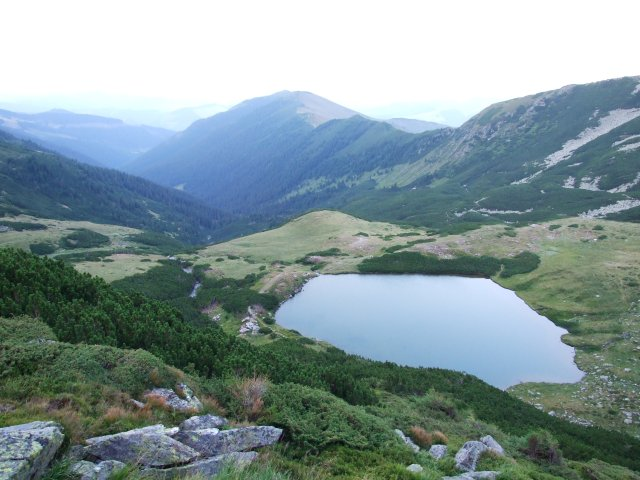
Llac Lala Mare
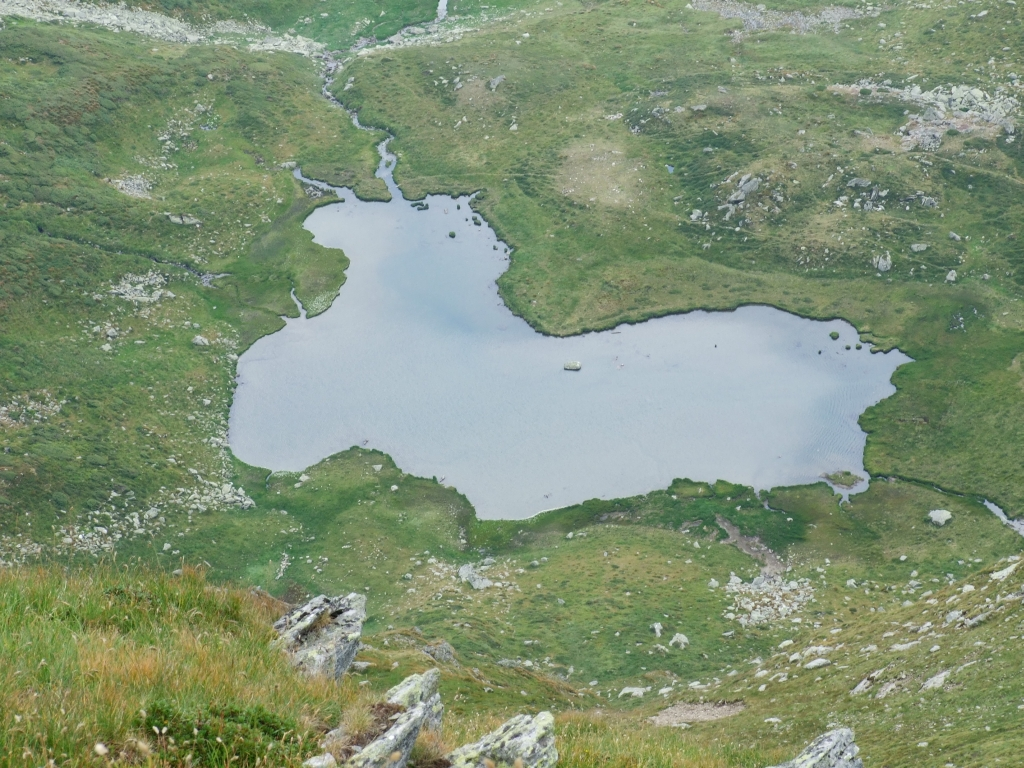
Llac Lala Mic
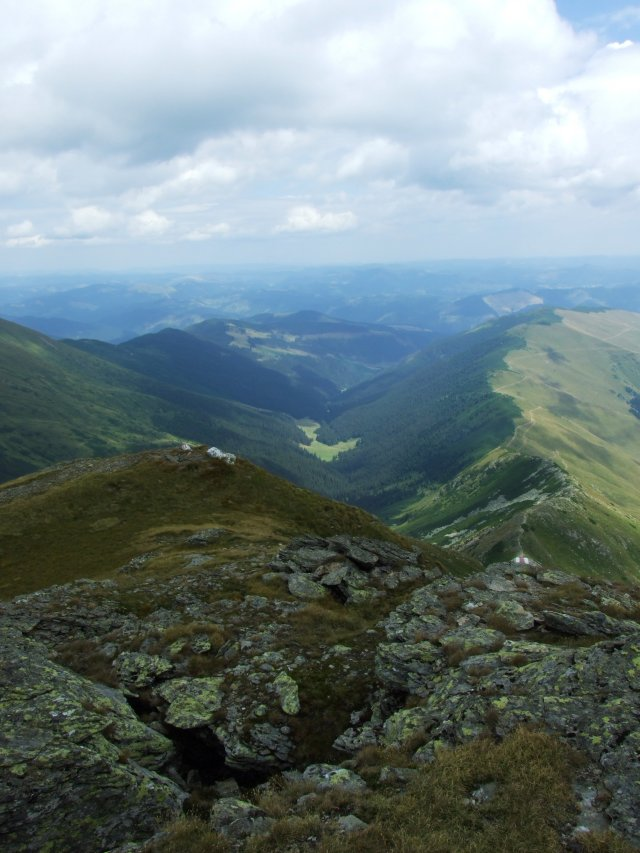
Vall del Lala: vista des del pic Ineuţ.
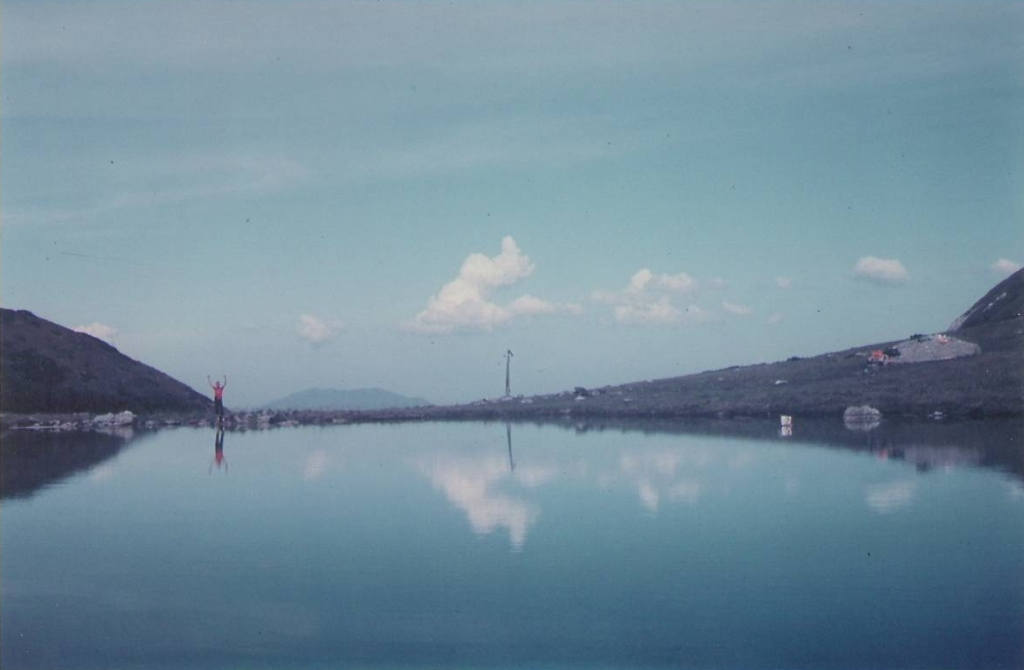
Llac Iezer
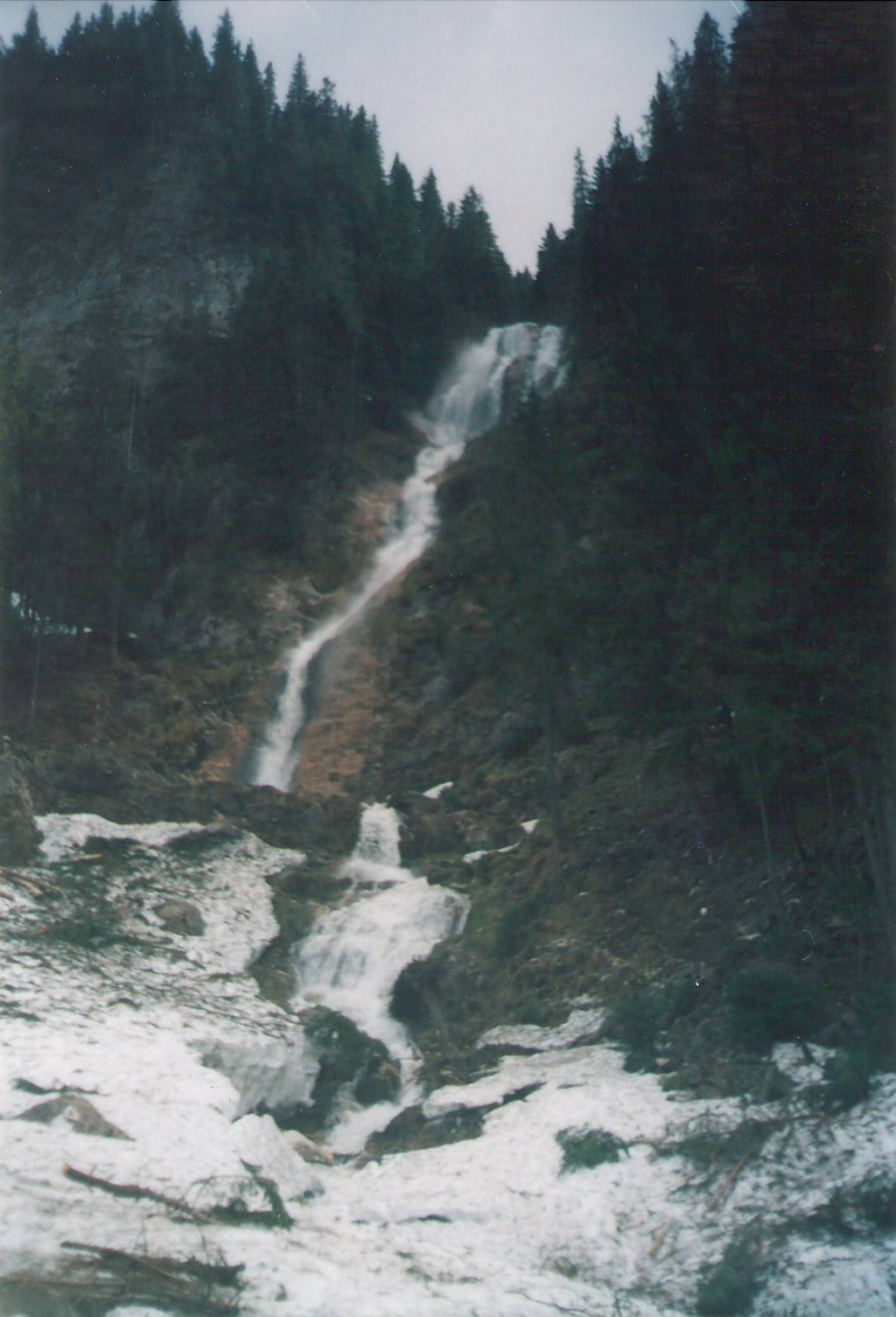
Cascada de cavalls
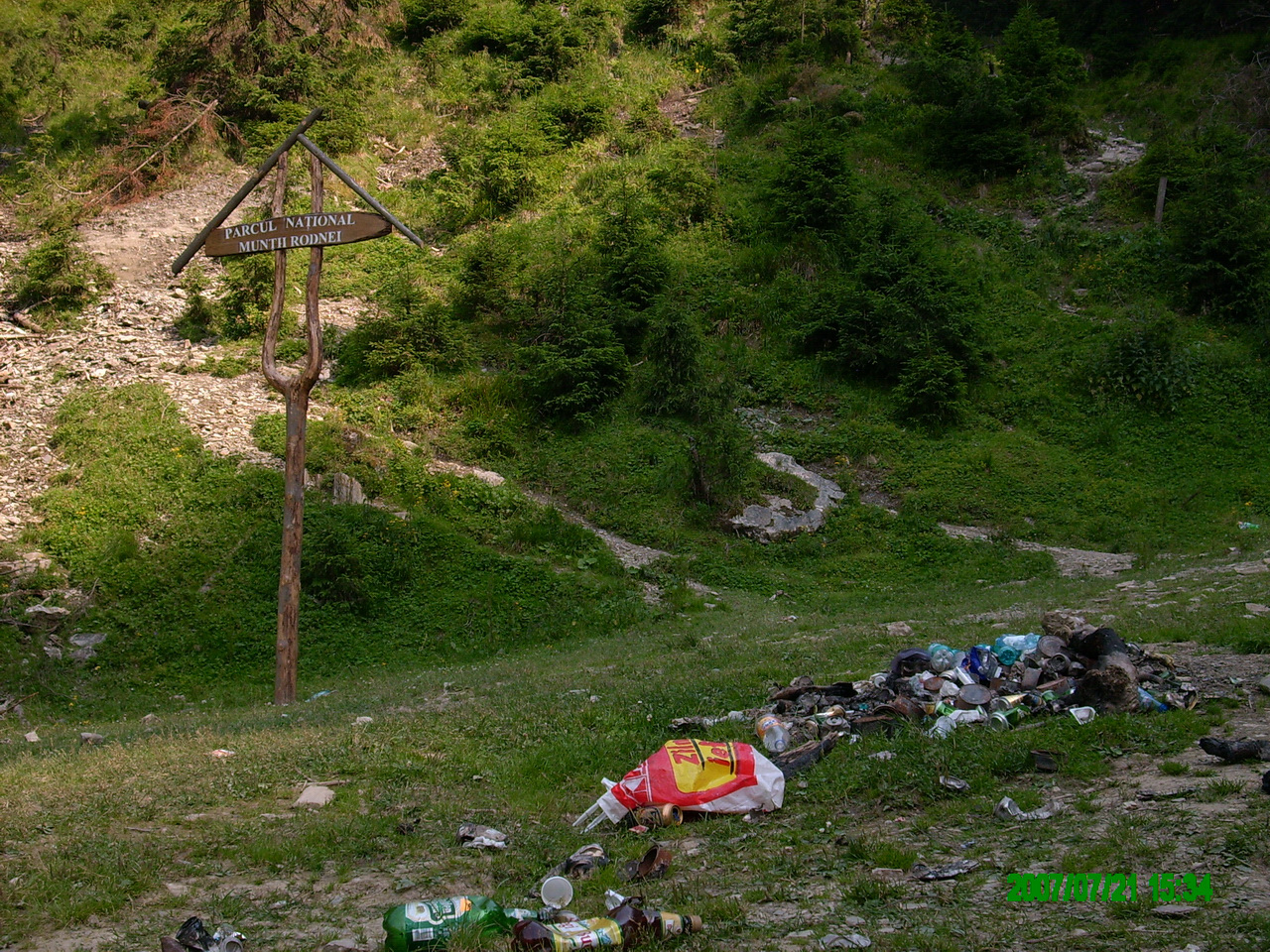
Manca de cura del medi ambient a les muntanyes de Rodna